# Girabola 2001
In 2001 werd het 23ste seizoen gespeeld van de Girabola, de hoogste voetbalklasse van Angola. Petro Atlético Luanda werd kampioen.

## Eindstand
| Plaats | Club                          | Wed. | W  | G  | V  | Saldo | Ptn. |
| ------ | ----------------------------- | ---- | -- | -- | -- | ----- | ---- |
| 1.     | Petro Atlético Luanda         | 26   | 17 | 6  | 3  | 60:20 | 57   |
| 2.     | Atlético Sport Aviação        | 26   | 15 | 5  | 6  | 55:27 | 50   |
| 3.     | Petro Atlético Huambo         | 26   | 12 | 6  | 8  | 31:30 | 42   |
| 4.     | Académica Lobito              | 26   | 11 | 8  | 7  | 25:23 | 41   |
| 5.     | GD Interclube                 | 26   | 9  | 9  | 8  | 24:23 | 36   |
| 6.     | GD Sagrada Esperança          | 26   | 9  | 9  | 8  | 20:22 | 36   |
| 7.     | Benfica Lubango (P)           | 26   | 10 | 4  | 12 | 23:29 | 34   |
| 8.     | CD Primeiro de Agosto         | 26   | 8  | 10 | 8  | 27:24 | 34   |
| 9.     | Desportivo Sonangol (B)       | 26   | 9  | 5  | 12 | 17:28 | 32   |
| 10.    | Sport Luanda e Benfica        | 26   | 8  | 8  | 10 | 37:33 | 32   |
| 11.    | FC Cabinda                    | 26   | 8  | 6  | 12 | 30:32 | 30   |
| 12.    | Progresso Sambizanga (P)      | 26   | 4  | 13 | 3  | 19:31 | 25   |
| 13.    | Onze Bravos de Moxico         | 26   | 5  | 9  | 12 | 29:44 | 24   |
| 14.    | Primeiro de Maio Benguela (P) | 26   | 5  | 6  | 15 | 13:44 | 21   |

|     | Kampioen     |
|     | Degradatie   |
| (B) | Bekerwinnaar |
| (P) | Promovendus  |

## Internationale wedstrijden
CAF Champions League 2002
| Team #1        | Uitslag | Team #2                     | 1e wed | 2e wed |
| -------------- | ------- | --------------------------- | ------ | ------ |
| Petro Atlético | 1-3     | Stade Olympique de l'Emyrne | 1-1    | 1-1    |

CAF Beker der Bekerwinnaars 2002
| Team #1       | Uitslag | Team #2             | 1e wed | 2e wed |
| ------------- | ------- | ------------------- | ------ | ------ |
| Asante Kotoko | 4–2     | Desportivo Sonangol | 2-0    | 2-2    |

CAF Cup 2002
| Team #1    | Uitslag        | Team #2     | 1e wed | 2e wed |
| ---------- | -------------- | ----------- | ------ | ------ |
| AS Aviação | 1–1 (5-6 n.p.) | Rayon Sport | 1-0    | 0-1    |